# Рос Баркли
Рос Баркли (роден 5 декември 1993 г.) е английски футболист, атакуващ полузащитник на Астън Вила.
Баркли израства в юношеската школа на Евертън и дебютира за основния състав през 2010 г., след което играе под наем в отборите на Шефилд Уензди и Лийдс Юнайтед.
Преминава в тима на Челси през 2018 г., с който печели турнирите ФА Къп и Лига Европа.

## Успехи
Челси
- ФА Къп: 2017–18
- Лига Европа: 2018–19
- Купа на Футболната лига финалист: 2018–19

Англия
- Лига на нациите на УЕФА трето място: 2018–19